# Parkbos-Uilenbroek
Parkbos-Uilenbroek is een erkend natuurreservaat in de Vlaamse Ardennen in Zuid-Oost-Vlaanderen (België). Het reservaat bevindt zich op het grondgebied van de stad Zottegem (deelgemeente Erwetegem), de gemeente Lierde (deelgemeente Sint-Maria-Lierde) en de gemeente Herzele (deelgemeente Steenhuize-Wijnhuize). Het 22 hectare grote natuurgebied werd opgericht in 1993 en wordt beheerd door Natuurpunt afdeling Zwalmvallei. Het Parkbos is erkend als Europees Natura 2000-gebied (Bossen van de Vlaamse Ardennen en andere Zuid-Vlaamse bossen). Het volledige gebied Parkbos-Uilenbroek maakt deel uit van het Vlaams Ecologisch Netwerk.

## Landschap
Het reservaat Parkbos-Uilenbroek bestaat uit een mozaïek van kleine landschapselementen. Op de flanken van de beekvalleitjes ontvouwt zich een heuvelachtig landschap van graslanden, bosjes en weiden, omzoomd door een netwerk van hagen en houtkanten. Het gebied vormt een lappendeken van bossen, poelen, natte ruigtes, gras- en hooilanden, boomgaarden,... Dit kleinschalige en glooiende bocagelandschap is typisch voor de Vlaamse Ardennen. Het reservaat bestaat uit twee kernen: Parkbos (bosgebied langs de Parkbosbeek) en Uilenbroek (gras- en hooilandjes met hagen en houtkanten langs de steile flank van de Broekbeekvallei).

## Fauna
Het natuurreservaat Parkbos-Uilenbroek kent een bijzonder rijke fauna. In het Parkbos-Uilenbroek kan men geelgors, boomvalk, wespendief, middelste bonte specht, buizerd, torenvalk, sperwer en bosuil aantreffen. Bij de kleine knaagdieren valt vooral de eikelmuis op. Het reservaat herbergt ook heel wat amfibieën, grote aantallen dagvlinders (zo'n twintig soorten), zweefvliegen en vliesvleugeligen.

## Flora
De vele hagen en houtkanten van het gebied bestaan uit doornige struiken (sleedoorn, meidoorn). In de nattere gedeelten van het reservaat komen kattenstaart, moerasspirea en dotterbloem voor. Op de drogere graslanden bloeien agrimonie, wilde peen, knoopkruid, blauwe knoop en margriet. In het Parkbos komt voorjaarsflora voor zoals paarbladig goudveil en verspreidbladig goudveil.

## Natuurbeleving
In het natuurreservaat Parkbos-Uilenbroek zijn verschillende bewegwijzerde wandelpaden uitgezet (rode lus "Uilenbroek" 5 km, groene lus "Parkbos" 5 km, blauwe lus 10 km). Ook de Streek-GR Vlaamse Ardennen doorkruist het Parkbos.

## Afbeeldingen

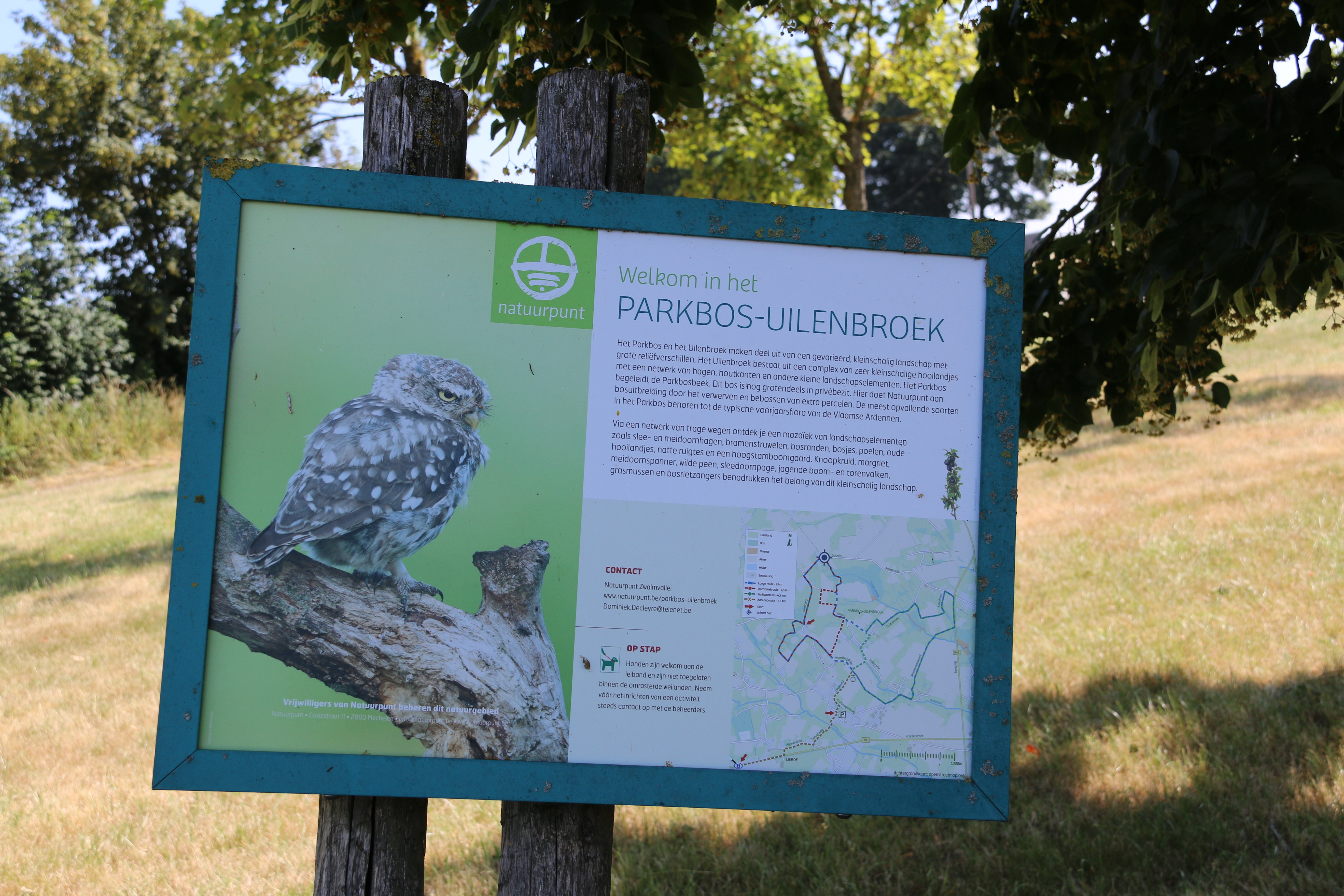
infobord
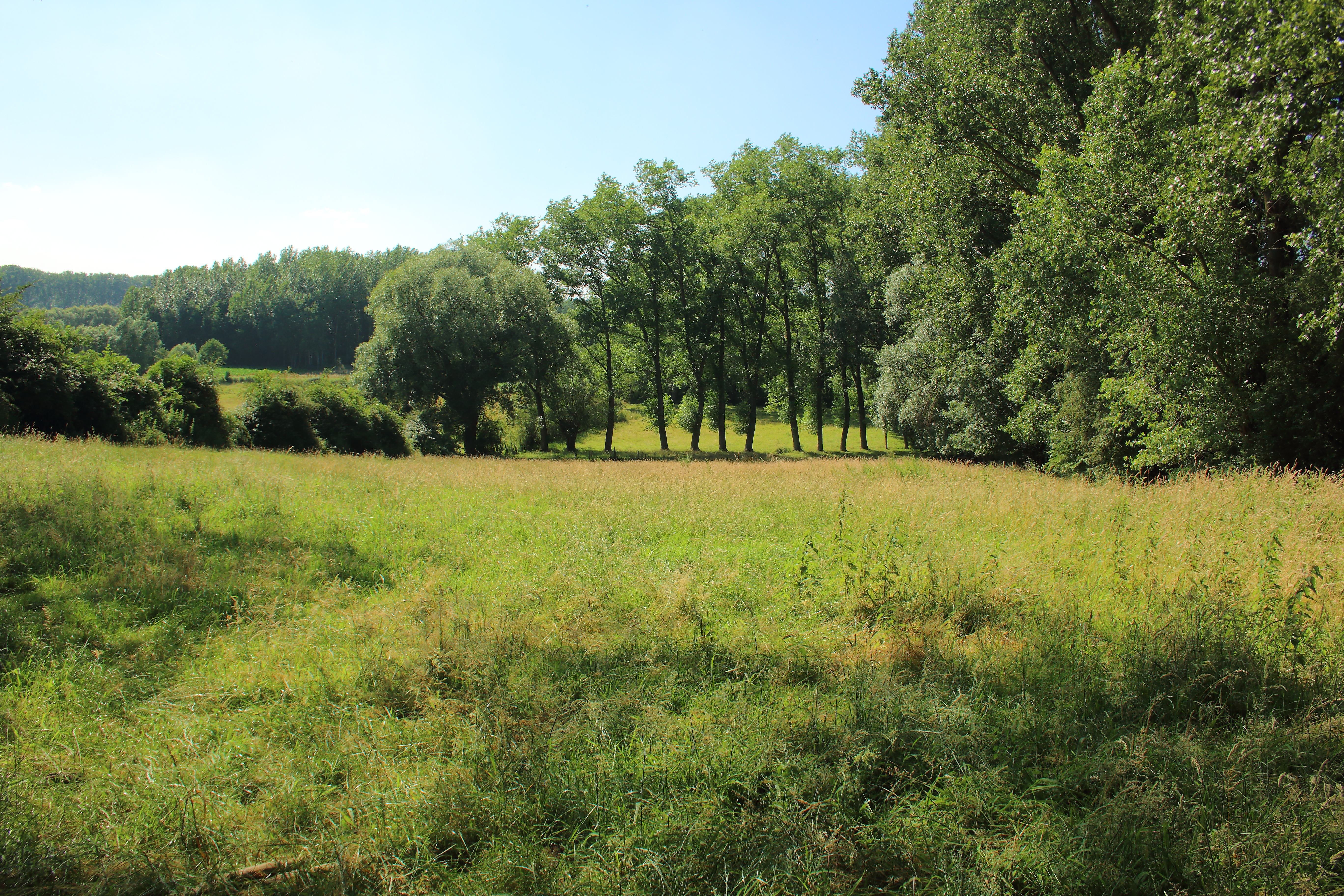
Uilenbroek
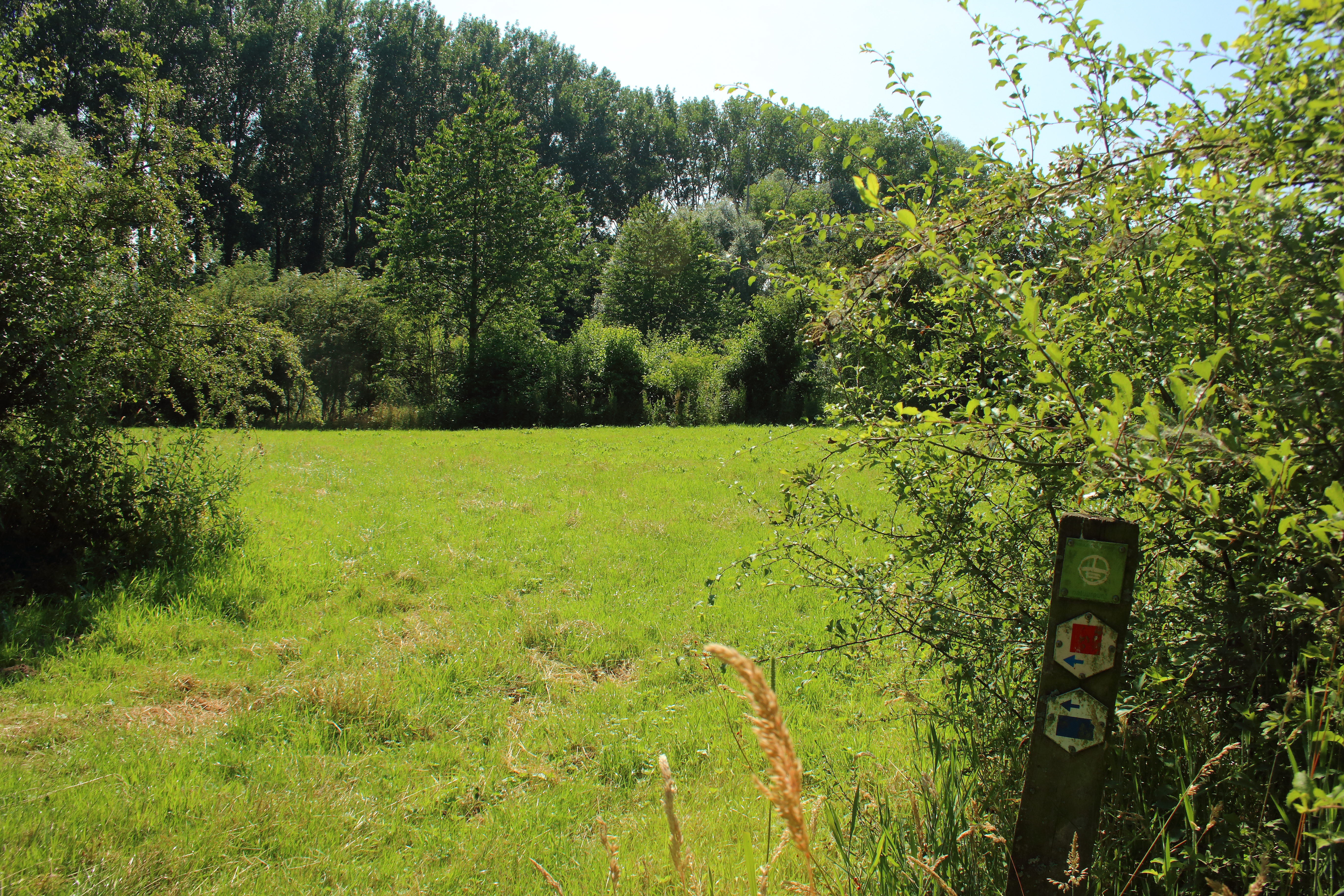
Uilenbroek
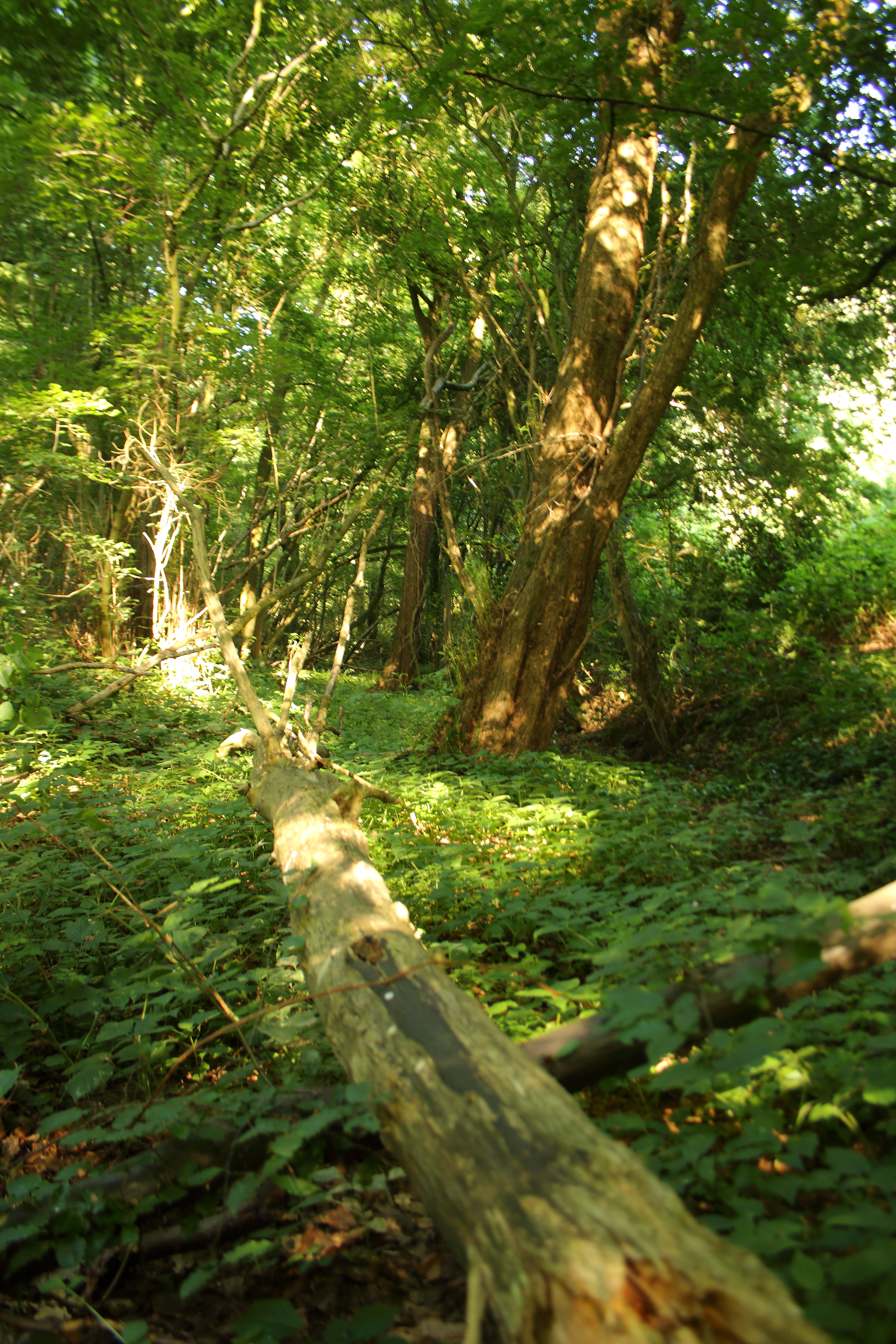
Parkbos
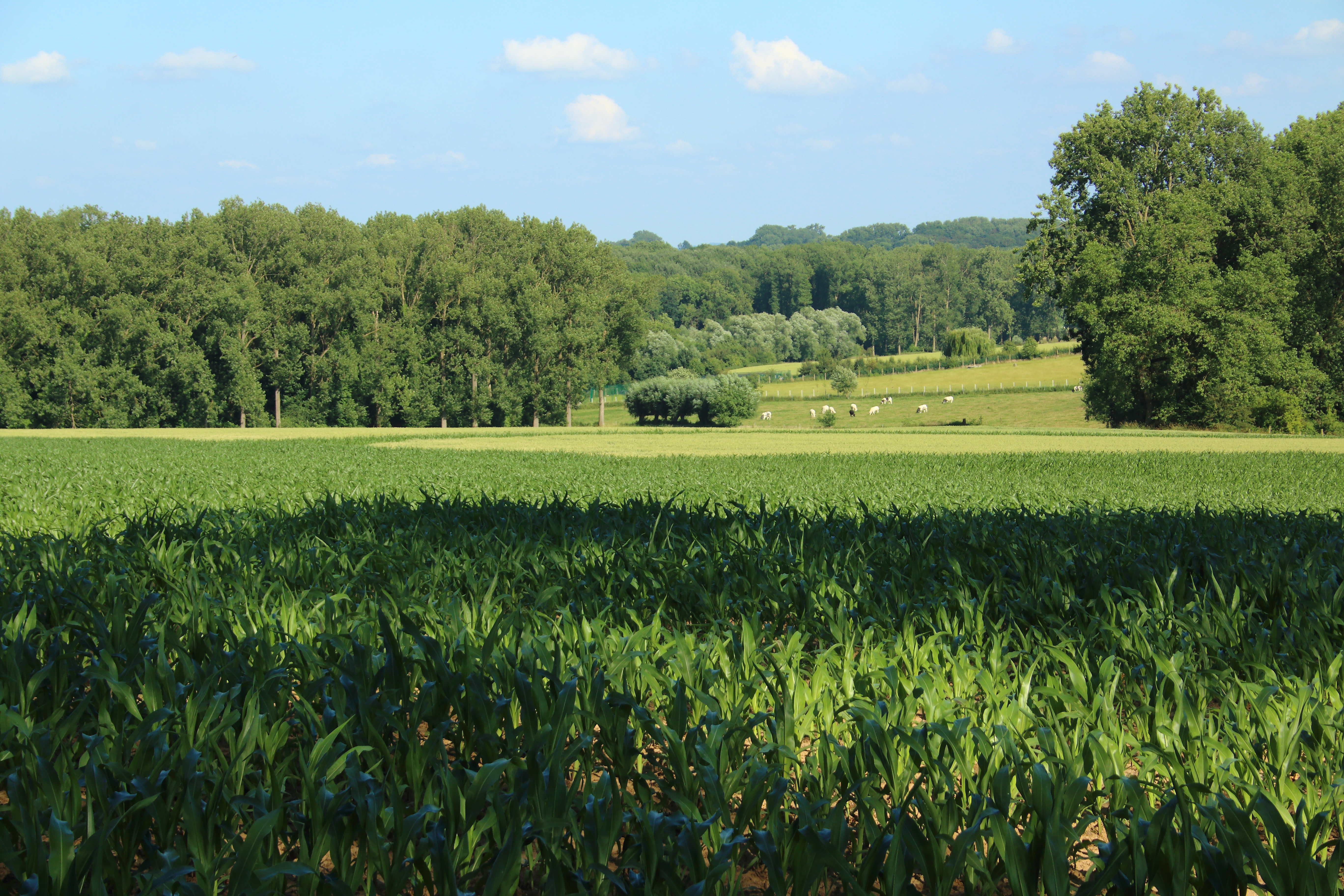
Parkbos
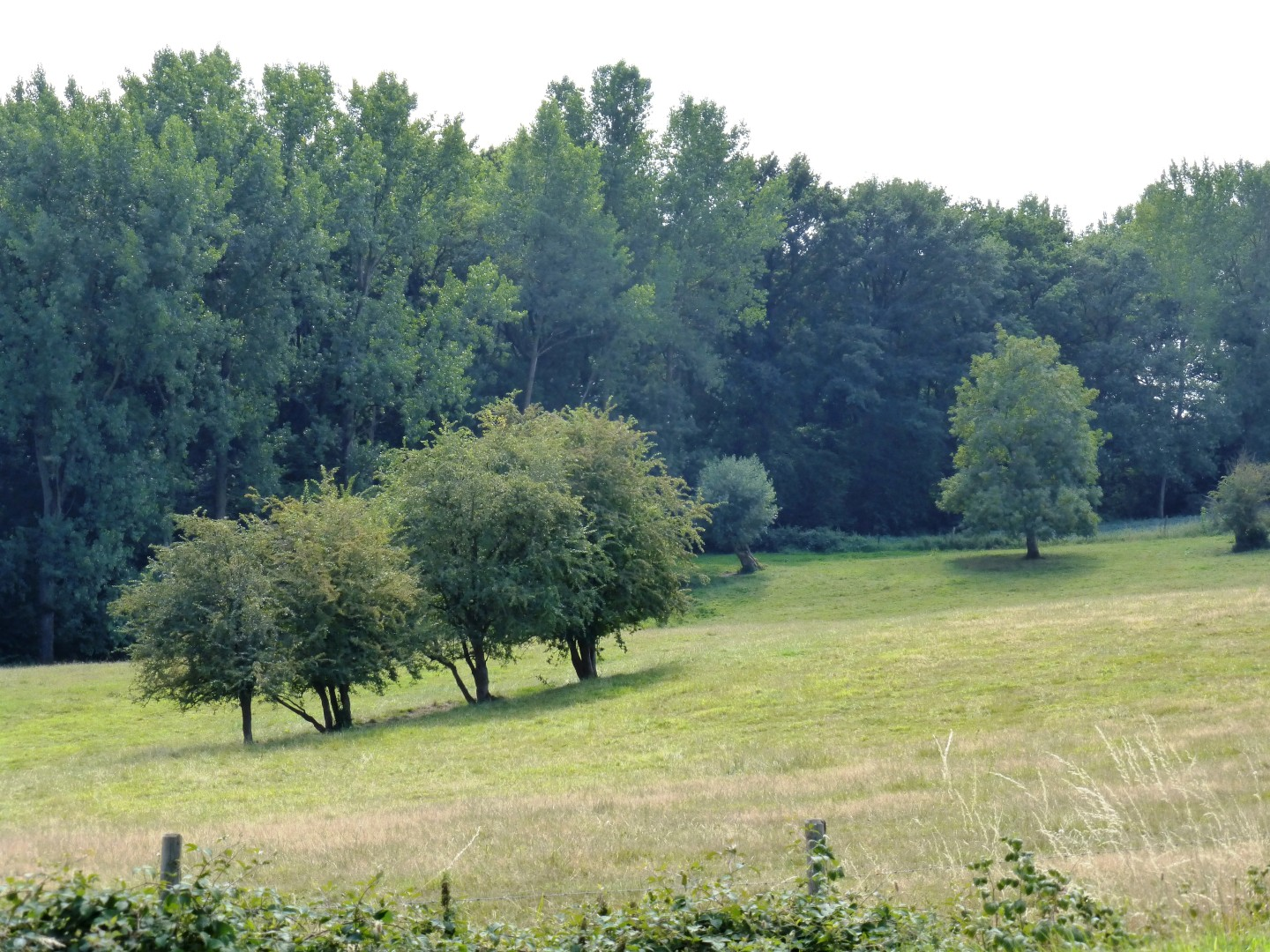
Parkbos